# Gens Auruncúlia
La gens Aurunculeia (en llatí: Aurunculeia gens) va ser una gens romana d'origen plebeu que va usar com a cognomen familiar el de Cota. El nom Aurunculeu segurament deriva del poble dels auruncs, un poble de la Campània conquerit pels romans l'any 314 aC, i es podria referir a una família provinent d'aquesta terra.
Cap membre de la família va arribar mai a cònsol. El primer que va tenir una alta magistratura va ser el pretor Gai Aurunculeu, el 209 aC.
Alguns personatges importants de la família van ser: 
- Luci Aurunculeu, pretor urbà l'any 190 aC.
- Gai Aurunculeu, ambaixador romà l'any 155 aC.
- Luci Aurunculeu Cotta, militar romà, legat de Juli Cèsar a la Gàl·lia.